# De achtarmige inktvis
De achtarmige inktvis is een hoorspel van Manuel van Loggem. Het werd in 1967 bekroond met de ANV-Visser Neerlandia-prijs en door de VARA op zaterdag 1 april 1967 uitgezonden (met een herhaling op zaterdag 17 augustus 1968). De regisseur was Ad Löbler. De uitzending duurde 69 minuten.

## Rolbezetting
- Fé Sciarone & Frans Somers (het echtpaar Sanders)
- Coen Pronk (hun zoon Frank)
- Jan Borkus (Verluin)
- Joke Hagelen (de secretaresse Riek)
- Huib Orizand (Wiersma)
- Wam Heskes (de dokter)
- Tonny Foletta, Jan Wegter & Jos van Turenhout (verdere medewerkenden)

## Inhoud
Dit spel zou men ook een moderne realistische meditatie voor de grote zakenman van vandaag kunnen noemen, en Sanders is zo'n zakenman bij uitstek. Als eigenaar van een bedrijf met tien filialen wordt zijn leven continu beheerst door begrippen als onkosten, productie, dividend, beurskoersen, statistieken, fluctuatie en wat diens meer zij. Met deze begrippen staat hij 's morgens op en gaat hij 's avonds naar bed. Hij is aan zijn werk verbonden als een verslaafde aan verdovende middelen. Dat het werk nog altijd een middel is om te leven en niet het leven een middel om te werken beseft hij allang niet meer. En zo gaan de jaren voorbij. Zijn kinderen Marie en Frank zien hun vader praktisch niet en de eenzaamheid van zijn vrouw Jeanne neemt met de dag toe. En waarvoor dit alles? Had hij na een kleine hartaanval niet tegen zijn dokter gezegd dat hij zich niets hoefde te ontzeggen als hij een kwart zou verdienen van zijn huidige inkomsten? Pas als je ouder gaat worden, begint je alter ego je werkelijk iets te zeggen. Stemmingen breken door, zoals: wat hebben we met ons leven gedaan en wat kunnen we nog doen? Ja, octopussen zijn gigantische dieren met tentakels die de wereld omspannen, tentakels met zuignappen, die verward raken in elkaar, filialen - ketens van filialen! Je beklimt een berg en je verlangt naar de top. Maar als je op de top staat, besef je pas dat je op het kruispunt van verlangen, doel en einde staat. Waarheen ten slotte?